# Voleibol nos Jogos da Boa Vontade
O voleibol fez parte do programa esportivo dos Jogos da Boa Vontade nas três primeiras edições do evento. Embora fossem realizados campeonatos para homens e mulheres, em 1994, apenas o torneio feminino foi disputado. A final da competição masculina de 1986 entre a seleção americana e a soviética foi decidida no tie-break e considerada um dos eventos mais empolgantes daquela edição dos Jogos.